# Malattia del sudore
Malattia del sudore, o sudore inglese (dal latino: sudor anglicus), è il nome dato a una misteriosa malattia altamente contagiosa che colpì prima l'Inghilterra e più tardi l'Europa con una serie di epidemie, la prima cominciata nel 1485 e l'ultima nel 1551, per poi misteriosamente scomparire. I sintomi si manifestavano improvvisamente, e la morte molto spesso sopraggiungeva in poche ore. La causa rimane sconosciuta e su di essa sono state avanzate diverse ipotesi.

## Caratteristiche e cause
Il medico John Caius stava svolgendo il suo praticantato a Shrewsbury nel 1551 quando la malattia si diffuse nuovamente in Gran Bretagna; così descrisse i sintomi nei suoi scritti: 
()
La causa è l'aspetto più misterioso della malattia. Molti commentatori incolpano della diffusione la sporcizia generale del tempo che potrebbe essere identificabile come la fonte dell'infezione. La prima epidemia, alla fine della guerra delle due rose, può significare che furono i mercenari francesi assoldati da Enrico VII a portare il morbo in Inghilterra, in particolare perché essi sembravano esserne immuni. Inoltre, la malattia era più letale tra i nobili e i ricchi che tra i poveri. La teoria dei mercenari francesi è però indebolita dal fatto che alcuni nobili usarono il contagio come pretesto per non unirsi a Riccardo III durante la battaglia di Bosworth Field, prima della fine della guerra e dell'inizio del regno di Enrico. La diffusione estiva e rurale della malattia fa propendere gli studiosi verso un arbovirus veicolato da artropodi e incubato da roditori, anche se la trasmissione da persona a persona è ben documentata negli scritti dell'epoca. Altri scienziati ipotizzano che possa essersi trattato più precisamente di un Hantavirus.

## Epidemie storiche

### 1485

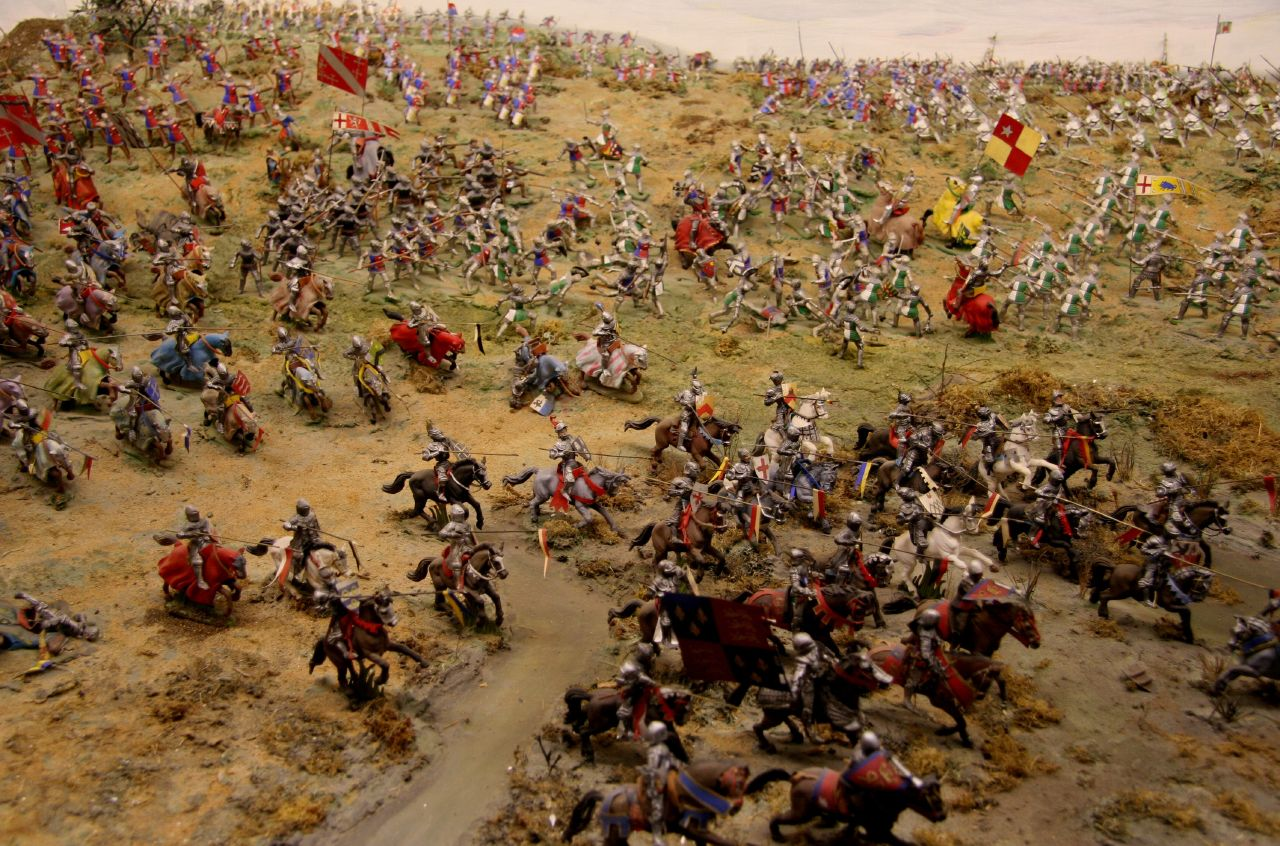
Diorama che rappresenta la battaglia di Bosworth Field

I primi ad accorgersi della diffusione di questa nuova malattia furono alcuni medici all'inizio del regno di Enrico VII. Dopo la battaglia di Bosworth Field, il 22 agosto del 1485, e il ritorno del re a Londra, il 28, il morbo si diffuse nella capitale, dove uccise migliaia di persone prima di estinguersi l'ottobre dello stesso anno.
Tra le vittime vi furono due lord sindaci della City di Londra, sei assessori e tre sceriffi. Questa allarmante malattia prese presto il nome di "malattia del sudore". Era molto diversa dalla peste, dalla febbre pestilenziale e dalle altre epidemie allora conosciute, non solo a causa dello speciale sintomo che le dà il nome, ma anche per il suo decorso estremamente rapido e fatale.
La malattia del sudore raggiunse l'Irlanda nel 1492 quando gli Annali dell'Ulster registrano la morte di James Fleming, barone di Slane dal pláigh allais, appena arrivato in Irlanda. Anche gli Annali di Connacht registrano il suo necrologio e gli Annali dei Quattro Maestri registrano un'insolita peste a Meath [...] della durata di ventiquattro ore. La malattia non sembrava attaccare i neonati o i bambini piccoli. C'è da dire, tuttavia, che Freeman, editore degli Annali di Connacht, in una nota a piè pagina nega che si tratti di malattia del sudore, malgrado le somiglianze, ma afferma che si trattasse di febbre da carestia identificabile con il tifo.

### 1507 e 1517
Dal 1492 in poi, non vi furono più episodi che fecero pensare a un ritorno del morbo, eccetto l'attribuzione a esso da alcuni storici della morte a Ludlow di Arturo, principe di Galles e primo marito di Caterina d'Aragona, oltre che erede al trono di Enrico VII, nel 1502. Comunque, nulla accadde più fino al 1507, quando si diffuse una seconda epidemia, meno grave della prima; essa fu però seguita da una terza, nel 1517, molto più mortale. A Oxford e Cambridge fu fatale, come anche in altre città, dove si dice sia morta metà della popolazione. Ci sono testimonianze della diffusione del morbo anche a Calais e Anversa, ma – a parte per queste due eccezioni – non arrivò nel continente.

### 1528
Nel 1528 una quarta epidemia della malattia colpì largamente la popolazione. Il primo episodio si verificò a Londra alla fine di maggio, da dove raggiunse velocemente anche le campagne e i territori più lontani, risparmiando il Nord, la Scozia ma raggiungendo l'Irlanda dove il Lord Chancellor Hugh Inge fu la vittima più importante. In particolare a Londra la mortalità toccò livelli altissimi; la corte fu sciolta ed Enrico VIII lasciò la capitale. Questa volta però la malattia si diffuse anche in Europa. Ci furono casi ad Amburgo, dove in una sola settimana morirono più di mille persone. Dalla Germania, raggiunse l'Europa Orientale, dove causò migliaia di vittime. Le modalità di diffusione erano molto simili a quelle del colera. Giunse in Svizzera a dicembre, per arrivare poi in Danimarca, Svezia e Norvegia, e poi più a est in Lituania, Polonia e Russia. Non si diffuse mai in Francia o in Italia.

### L'ultima epidemia del 1551
L'ultima grande epidemia scoppiò nel 1551 in Inghilterra. Un eminente medico, John Caius, scrisse come testimone oculare un resoconto sulla malattia, A Boke or Counseill Against the Disease Commonly Called the Sweate, or Sweatyng Sicknesse ("Un libro contro la malattia comunemente chiamata il Sudore o Malattia del Sudore"). L'epidemia toccò Londra nei primi mesi di giugno e si diffuse rapidamente lungo le vie di comunicazione.
La malattia non si è più ripresentata in Europa dall'epidemia del 1551, anche se un morbo simile, noto come il "sudore della Piccardia", si diffuse in Francia tra il 1718 e il 1874 con un totale di 194 focolai, ma era meno grave e accompagnata da rash ed eruzioni cutanee.